# Маролино (Мачерата)
Маролино (итал. Marolino) насеље је у Италији у округу Мачерата, региону Марке.
Према процени из 2011. у насељу је живело 97 становника. Насеље се налази на надморској висини од 24 м.